# Castro de Navais
O Castro de Navais era um castro localizado no Outeiro do Castro, uma pequena elevação, atravessado pela Estrada Nacional 13 na freguesia de Navais na Póvoa de Varzim. Martins Sarmento refere a existência deste castro numa carta a José Leite de Vasconcelos, em 16 de Agosto de 1883.
No entanto, hoje nada é possível observar. Casas, campos e zonas florestais desenvolveram-se sobre as ruínas e nenhuma é visível.
A algumas dezenas de metros do lugar, numa zona mais baixa, situa-se a Fonte do Castro que será bastante antiga, supondo-se apenas que seja claramente romanizada.